# Peninsular and Oriental Steam Navigation Company
La Peninsular and Oriental Steam Navigation Company, normalmente conosciuta come P&O, era una società di navigazione e logistica britannica fondata all'inizio del XIX secolo. La sede della società era a Londra.
Nel marzo del 2006 la società è stata acquistata dalla Dubai Ports World al prezzo di 3,9 miliardi di sterline, fino a quel momento era quotata alla borsa di Londra ed era una delle società comprese nel FTSE 100 Index.
Il marchio P&O è restato in uso per P&O Ferries, il principale operatore di traghetti del Regno Unito.
In passato controllava anche la compagnia crocieristica P&O Princess Cruises plc, in seguito fusa con la Carnival Corporation.